# (7833) Nilstamm
(7833) Nilstamm (1993 FV32) – planetoida z pasa głównego asteroid okrążająca Słońce w ciągu 3,55 lat w średniej odległości 2,32 j.a. Odkryta 19 marca 1993 roku.